# Neso Lake
Neso Lake är en sjö i Kanada.   Den ligger i provinsen Manitoba, i den centrala delen av landet, 2 100 km nordväst om huvudstaden Ottawa. Neso Lake ligger 297 meter över havet. Arean är 4,4 kvadratkilometer. Den sträcker sig 3,9 kilometer i nord-sydlig riktning, och 3,7 kilometer i öst-västlig riktning.
I omgivningarna runt Neso Lake växer i huvudsak barrskog. Trakten runt Neso Lake är nära nog obefolkad, med mindre än två invånare per kvadratkilometer.